# الرجل 13
الرجل 13 (بالإنجليزية: The 13th Man)‏ هو فيلم أبيض وأسود غامض أمريكي من إنتاج عام 1937، أخرجه ويليام نيغ وبطولة ويلدون هيبورن وإنيز كورتني وسيلمر جاكسون. كان هذا هو أول فيلم تم إصداره بواسطة مونوغرام بيكشرز بعد أن انسحب الاستوديو من الاندماج مع ريبابليك بيكشرز.

## ملخص الفيلم
قام المدعي العام القاسي بتنظيف المدينة ، وقد قام بالفعل بسجن اثني عشر مجرمًا خطيرًا. بينما هو على وشك تسمية الهدف في تحقيقه التالي ، قُتل وسط حشد من الناس. لدى الشرطة العديد من المشتبه بهم وبالكاد أي أدلة ، لذلك قرر صحفيان التحقيق بأنفسهما.

## فريق التمثيل
- ويلدون هيبورن في دور أ. "سويفتي" تايلور
- إينز كورتني في دور جولي والترز (سكرتيرة سويفتي)
- سيلمر جاكسون في دور أندرو بالدوين (ناشر "غلوب تايمز")
- ماتي فاين في دور لويس كريستي (صاحب ملهى ليلي)
- ميلبورن ستون في دور جيمي موران (مراسل "غلوب تايمز")
- جريس دوركين بدور أليس موران (سكرتيرة بالدوين)
- روبرت هومانز في دور الملازم في الشرطة توم أوهارا
- إيدي آدامز في دور ستيلا ليروي (مغنية ملهى ليلي)
- سيدني باين في دور هندرسون (مقاتل)
- ديوي روبنسون في دور روميو كازانوفا (مغني راديو / مشغل صالة ألعاب رياضية)
- ويليام غولد في دور روبرت إي ساذرلاند
- وارنر ريتشموند في دور جورج كراندال وكيل المراهنات
- إيدي غريببون في دور الرجل الحديدي (حارس سويفتي الشخصي)

## روابط خارجية
- The 13th Man  في قاعدة بيانات الأفلام على الإنترنت (بالإنجليزية)
- الرجل 13 متوفر للتحميل المجاني على أرشيف الإنترنت